# Glyphis cicatricosa
Glyphis cicatricosa är en lavart som beskrevs av Ach. Glyphis cicatricosa ingår i släktet Glyphis och familjen Graphidaceae.   Inga underarter finns listade i Catalogue of Life.

## Källor

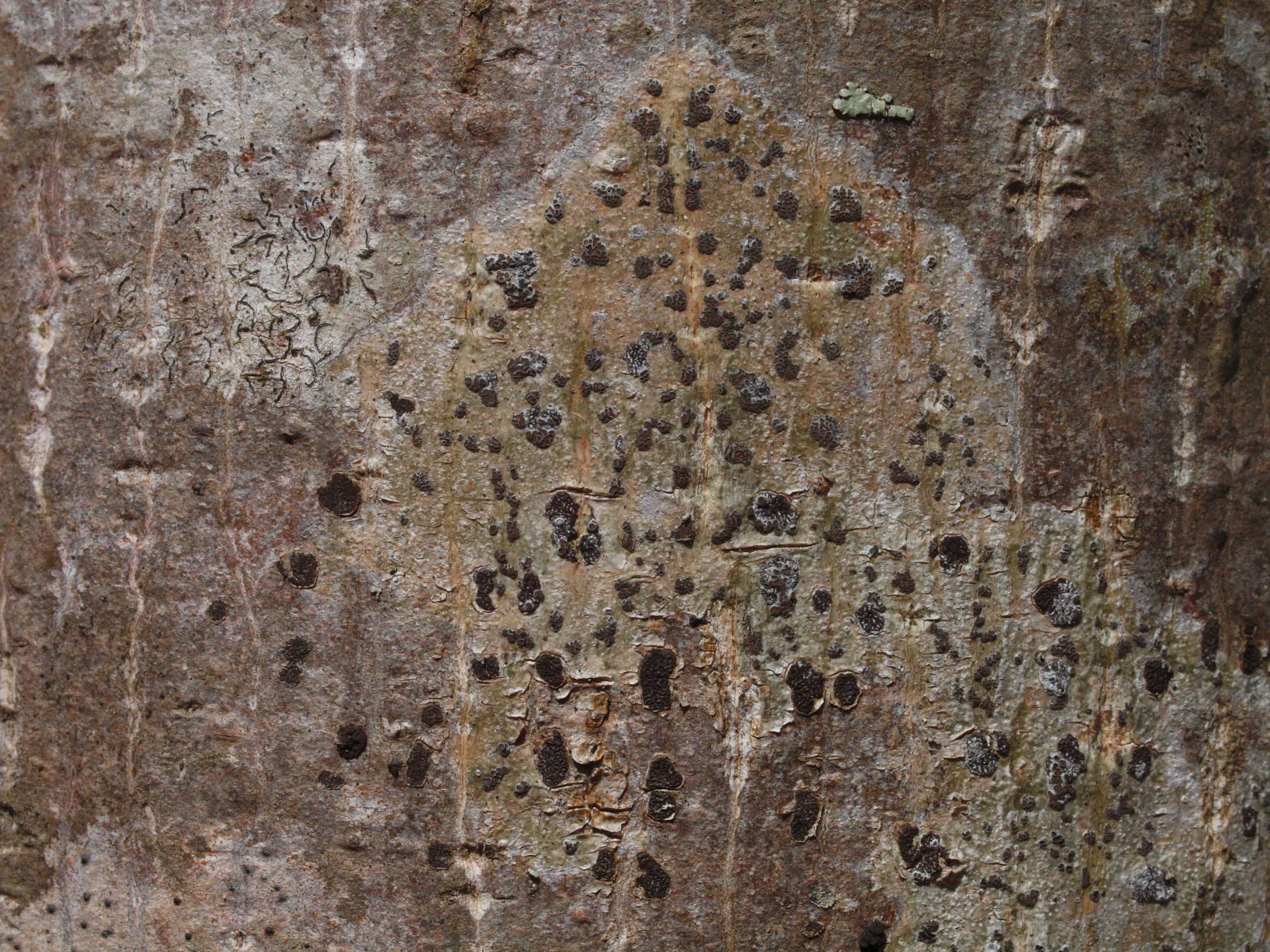